# Priogymnanthus apertus
Espèce
Synonymes
- Chionanthus apertus B.Ståhl[1]

Classification phylogénétique
Statut de conservation UICN

 EN A4c; C1 : En danger
Priogymnanthus apertus est une espèce de plantes à fleurs de la famille des Oleaceae. C'est un arbre trouvé en Équateur, où il pousse en milieu tropical humide.

## Publication originale
- Kew Bulletin 49(2): 283. 1994.